# Apollo 10
Apollo 10 – czwarta załogowa misja amerykańskiego programu Apollo, druga misja tego programu na orbitę okołoksiężycową. Był to ostatni lot doświadczalny stanowiący próbę generalną przed zaplanowanym lądowaniem człowieka na Księżycu. Po raz pierwszy w misji na orbitę okołoksiężycową wykorzystano moduł księżycowy LM (Lunar Module), poprzednio testowano go jedynie na orbicie okołoziemskiej. W czasie powrotu statku Apollo 10 na Ziemię osiągnięto największą prędkość, z jaką kiedykolwiek poruszał się człowiek względem Ziemi – 39 879 km/h.
W skład załogi misji Apollo 10 weszli: Thomas Stafford – dowódca, pilot modułu dowodzenia John Young i pilot lądownika księżycowego LM Eugene Cernan. Na orbitę wokół Księżyca statek Apollo 10 wszedł 21 maja 1969 roku. Dzień później, 22 maja, moduł księżycowy „Snoopy” (z astronautami Staffordem i Cernanem) odłączył się od modułu dowodzenia „Charlie Brown”. Podczas samodzielnego lotu wypróbowano procedury podejścia modułu LM do lądowania. Pojazd z astronautami obniżył swoją orbitę do wysokości około 14 km od powierzchni Księżyca, a następnie ponownie połączył się z modułem, w którym znajdował się John Young. Podczas lotu fotografowano powierzchnię Srebrnego Globu w poszukiwaniu lądowisk dla kolejnych misji programu Apollo.

## Podstawowe dane
źródło
- Statek kosmiczny: CSM-106 (Charlie Brown), LM-4 (Snoopy)
- Rakieta nośna: SA-505
- Stanowisko startowe: 39B
- Start: 18 maja 1969, 16:49:00 GMT
- Azymut startu: 72°
- Orbita okołoziemska
  - Apogeum: 185,8 km
  - Perygeum: 184,7 km
- Orbity okołoksiężycowe
  - Początkowa: 314,8 km x 111,5 km
  - Parkingowa: 113,0 km x 109,6 km
  - Podejście do lądowania (LM): 112,8 km x 15,7 km
  - Fazowania (LM): 352,1 km x 22,4 km
  - Po odpaleniu silnika APS (LM): 86,1 km x 20,4 km
  - Końcowa (po dokowaniu LM do Apollo 10): 117,2 km x 104,5 km
- Czas trwania misji: 8 dni 3 min. 23 s
- Masa startowa statku kosmicznego: 48 628 kg
- Masa startowa rakiety nośnej: 2 942 396 kg
- Masa umieszczona na orbicie okołoziemskiej: 133 786 kg
- Masa umieszczona na orbicie okołoksiężycowej: 31 492 kg

## Statek kosmiczny i rakieta nośna
źródło
Czas dostarczenia elementów do KSC:

### Statek kosmiczny
- CSM: listopad 1968
- LM: październik 1968

### Rakieta nośna
- Pierwszy stopień (S-IC): listopad 1968
- Drugi stopień (S-II): grudzień 1968
- Trzeci stopień (S-IVB): grudzień 1968
- Instrument Unit (IU): grudzień 1968

## Główne cele misji
źródło
1. Test procedur i infrastruktury naziemnej w locie załogowym na orbitę okołoksiężycową z wykorzystaniem statku Apollo i lądownika LM.
2. Ocena funkcjonowania  lądownika księżycowego LM podczas misji na orbitę Księżyca oraz symulowanego podejścia do lądowania na powierzchni Księżyca.

## Opis celów misji
źródło
- Spotkanie statku Apollo i lądownika LM na orbicie okołoksiężycowej.
- Obserwacja obiektów topograficznych na powierzchni Księżyca z pokładu Apollo.
- Test funkcjonowania radaru lądowania podczas maksymalnego zbliżenia do powierzchni Księżyca i podczas pracy silnika DPS (silnik stopnia lądującego).
- Ocena czasu niezbędnego do wykonania procedur lotu na orbicie okołoksiężycowej podczas przygotowania do lądowania na Księżycu.
- Test silnika DPS przy pełnym ciągu.

## Chronologia misji
- Start: 18 maja 1969 o godzinie 16:49:00 UTC.
- Osiągnięcie orbity wokół Księżyca: 21 maja 1969 o godzinie 20:44:54 UTC.
- Odłączenie modułu księżycowego „Snoopy” (Stafford i Cernan) od modułu dowodzenia „Charlie Brown”: 22 maja 1969 o godzinie 19:00:57 UTC.
- Cumowanie modułu księżycowego „Snoopy” do modułu dowodzenia  „Charlie Brown”: 23 maja 1969 o godzinie 03:11:02 UTC.
- Opuszczenie orbity wokół Księżyca: 24 maja 1969 o godzinie 10:25:29 UTC.
- Czas pozostawania statku Apollo 10 na orbicie księżycowej: 61 godzin 37 minut 23 sekundy.
- Powrót na Ziemię (wodowanie): 26 maja 1969 o godzinie 16:52:23 UTC.
- Miejsce wodowania: południowo-zachodni Pacyfik, (15°4′S, 164°39′W)
- Załoga podjęta przez lotniskowiec USS Princeton (CV-37): 26 maja 1969 o godzinie 17:31 UTC.
- Podjęcie CM: 26 maja 1969 o godzinie 18:28 UTC.

## Zdarzenia, które miały miejsce po raz pierwszy
źródło
- Spotkanie statków na orbicie okołoksiężycowej.
- Wykorzystanie anteny kierunkowej LM w dużych odległościach od Ziemi.
- Odpalenie silnika DPS w warunkach symulowanego lądowania na Księżycu.
- Symulacja lądowania na Księżycu.
- Obserwacja powierzchni Księżyca z małej odległości (14,4km).
- Pasywna kontrola termiczna połączonych statków Apollo i LM.
- Wykorzystanie radionamierników VHF podczas operacji spotkania statków kosmicznych.
- Testowanie radaru lądowania LM w odległości umożliwiającej odbiór fal odbitych od powierzchni Księżyca.
- Korekty trajektorii lotu połączonych statków Apollo i LM w drodze na Księżyc.
- Pierwszy start ze stanowiska startowego nr 39B.
- Największa masa umieszczona na orbicie okołoziemskiej (133 786kg).
- Największa masa umieszczona na orbicie okołoksiężycowej (31 492 kg).
- Test kamery telewizyjnej przekazującej obraz w kolorze.
- Dokumentacja nawigacyjna i fotograficzna lądowisk nr 2 i nr 3.
- Obszerna dokumentacja fotograficzna powierzchni Księżyca, przeznaczona do szkolenia astronautów Apollo 11 i kolejnych lądowań na powierzchni Księżyca.
- Obszerna  dokumentacja fotograficzna powierzchni Księżyca dla celów naukowych.

## Załoga
- dowódca: Thomas P. Stafford
- pilot modułu dowodzenia: John W. Young
- pilot modułu księżycowego: Eugene A. Cernan

### Załoga rezerwowa
- dowódca: L. Gordon Cooper
- pilot modułu dowodzenia: Donn F. Eisele
- pilot modułu księżycowego: Edgar D. Mitchell

### Naziemna załoga wspierająca
- Charles M. Duke
- Joe H. Engle
- James B. Irwin
- Jack R. Lousma

## Misja

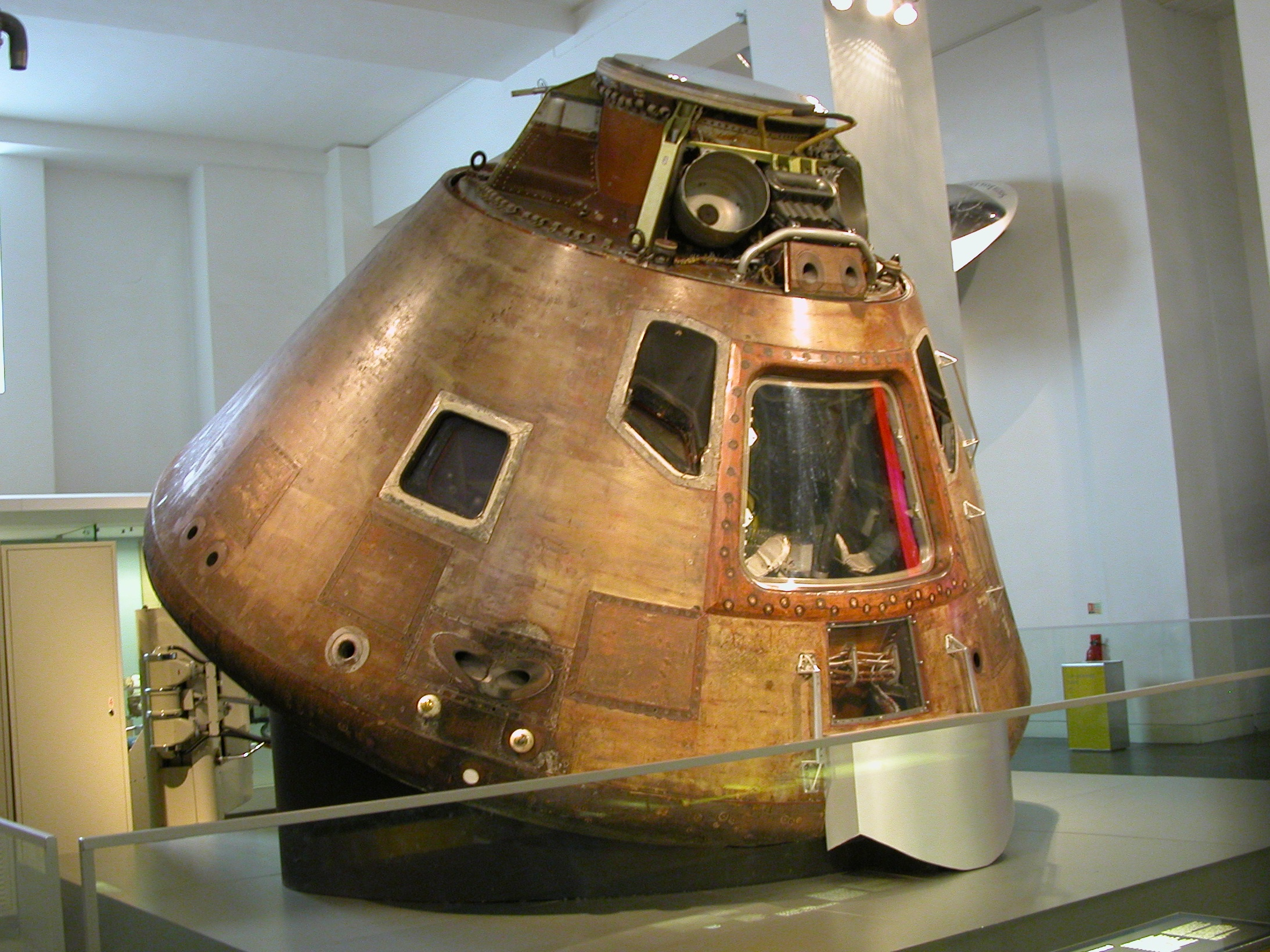
Moduł sterujący statku Saturn V, użytego podczas misji Apollo X. Obecnie znajduje się w Muzeum Nauki w Londynie

Saturn V wystartował 18 maja 1969 roku o godzinie 16:49 i rozpoczął najpierw lot na orbicie okołoziemskiej o parametrach 187 x 189,5 km. O godzinie 19:23 po uruchomieniu silnika trzeciego członu Saturna rozpoczęto lot ku Księżycowi. Połączenie statku Apollo i lądownika miały normalny przebieg. Również bez problemów odbył się dolot do Księżyca. W obszar oddziaływania Księżyca Apollo wleciał 21 maja 1969 roku o godzinie 6:40 z prędkością 0,96 km/s. O godzinie 20:46, gdy statek znajdował się nad niewidoczną z Ziemi powierzchnią Księżyca, Stafford włączył na pięć minut i 53 sekundy silnik, aby zmniejszyć prędkość z 2,5 km/s o 0,912 km/s, w wyniku czego statek zaczął okrążać Księżyc na wysokości od 111 do 315 km. Zadanie trudniejsze do wykonania niż w przypadku misji Apollo 8. Statek Apollo 8 pozbawiony lądownika miał masę około 29 ton. Statek Apollo 10 wraz ze statkiem wyprawowym miał masę około 45 ton. Operacja ta wymagała większej ilości materiałów pędnych. Po dwóch okrążeniach Księżyca zmniejszono prędkość lotu o 42 m/s co spowodowało zmianę orbity. Statek zaczął okrążać Księżyc na wysokości od 111 km do 113 km. Przez kolejną dobę astronauci przeprowadzali badania i kontrolę statku wyprawowego LM. W dniu 22 maja 1969 roku Stafford i Cernan przeszli do lądownika i o godzinie 19:13 odłączyli LM od Apollo. O godzinie 19:35 Stafford włączył na dziesięć sekund silnik hamujący w celu zmniejszenia prędkości lotu o kolejne 21,6 m/s. W wyniku tego orbita stała się elipsą z punktem przyksiężycowym na wysokości 15 km nad powierzchnią Księżyca. Miejsce przyhamowania wybrano w ten sposób, że punkt peryselenium znalazł się nad planowanym rejonem przyszłego lądowania na Morzu Spokoju. Pierwszy przelot nad tym miejscem nastąpił o godzinie 21:31 na wysokości 15,2 km, a drugi w dwie godziny później na wysokości 20,4 km. W trakcie obserwacji stwierdzili, że tylko około 25 do 30% powierzchni tego rejonu nadaje się do lądowania. Powrót do statku macierzystego rozpoczął się od odrzucenia od statku wyprawowego jego członu hamującego, po czym 23 maja 1969 roku o godzinie 00:34 astronauci uruchomili silnik LM, aby zwiększyć prędkość i spowodować lot w kierunku odległego o 560 km statku Apollo 10. O godzinie 01:32 kabina statku wyprawowego LM znalazła się w odległości około 27 km od statku Apollo. Wówczas uruchomiono silnik LM, aby zmniejszyć prędkość lotu. O godzinie 2:54 statki znalazły się w odległości kilku metrów, po czym połączyły się o godzinie 3:00. Po dokowaniu Stafford i Cernan przenieśli swój sprzęt naukowy i powrócili do kabiny Apollo. Niepotrzebna kabina statku wyprawowego została odłączona i porzucona, po czym zdalnie uruchomiono jej silnik, w wyniku czego odleciała w przestrzeń międzyplanetarną. Apollo kontynuował lot okołoksiężycowy wykonując ogółem 32 okrążenia wokół Księżyca. Pod koniec jego orbita była elipsą z peryselenium na wysokości 98 km, a aposelenium na wysokości 127 km. W dniu 24 maja 1969 roku o godzinie 10:25, gdy statek znajdował się poza Księżycem, astronauci włączyli na dwie minuty i 44. sekundy silnik statku w celu zwiększenia prędkości o 1073 m/s, co pozwoliło na odlot w kierunku Ziemi. Do Ziemi Apollo 10 zbliżył się 26 maja 1969 roku po południu i wówczas astronauci dokonali ostatniej w tej misji korekty trajektorii lotu. Kabina Apollo została odłączona od przedziału serwisowego i skierowana podstawą w kierunku lotu. Wtargnięcie w atmosferę nastąpiło o godzinie 16:39, a maksymalne przeciążenie miało wartość 7 g. Wodowanie nastąpiło koło Wysp Samoa o godzinie 16:52 po pokonaniu przez statek ogółem 1 126 000 km.

## Podsumowanie
źródło
Była to najbardziej skomplikowana misja, zbliżona jak to tylko możliwe, do lotu zakończonego lądowaniem na Księżycu. Konfiguracja statku, a także wszystkie procedury  i plan lotu odpowiadały misji księżycowej. Wykonana bogata dokumentacja fotograficzna powierzchni Księżyca i potencjalnych miejsc lądowania okazały się użyteczne jako materiał szkoleniowy w następnych misjach. Telewizja relacjonowała przebieg lotu w kolorze. Przeprowadzono dziewiętnaście transmisji z pokładu Apollo. W trakcie symulacji lądowania, LM zbliżył się do powierzchni Księżyca na odległość zaledwie 14,4 km. Astronauci mogli dokładnie obejrzeć proponowane miejsca lądowania. Dokładność  nawigacji w drodze na i z Księżyca okazały się tak wysokie, że potrzebne były tylko dwie z siedmiu przewidzianych korekt trajektorii (po jednej w każdą stronę). Znaczne odchylenia od planowanej trajektorii wystąpiły tylko na orbicie okołoksiężycowej, co wynikało z niejednorodności pola grawitacyjnego Księżyca. Anomalie zostały skorygowane. Zarówno systemy rakiety Saturn V, jak i statku działały w sposób zadowalający. Wyjątek stanowiło ogniwo paliwowe nr 1, które trzeba było odłączyć od szyny zasilającej. Sporadyczne kłopoty sprawiała bezpośrednia łączność LM z Ziemią. Zanotowano dwa przypadki nieprzewidzianych ruchów lądownika LM, tuż przed i w trakcie separacji stopnia lądującego i startowego. Analiza wykazała, że przyczyną był błąd załogi. Dodatkowym efektem misji okazały się obserwacje odrzuconych elementów rakiety i statku kosmicznego: pojedynczych paneli SLA, okrążającego Księżyc stopnia lądującego LM i pustego stopnia S-IVB w odległości ponad 6000 kilometrów. Misja ta zakończyła serię testów Apollo. Nie wszystkie usterki zostały usunięte (o czym przekonała się załoga Apollo 13). Rozpoczęła się faza operacyjna programu, który stał się sukcesem. Dwunastu Amerykanów stanęło na powierzchni Księżyca i bezpiecznie powróciło na Ziemię.